# Mayenne (reka)
Mayenne je 200 km dolga reka v zahodni Franciji. Izvira v pokrajini Perche zahodno od Alençona. Skupaj z reko Sarthe in njenim pritokom Loir oblikuje reko Maine; slednja se po 12 km pri Angersu izliva v Loaro.

## Geografija

### Porečje
- Aisne,
- Varenne,
- Colmont,
- Aron,
- Ernée,
- Jouanne,
- Vicoin,
- Ouette,
- Oudon .

### Departmaji in kraji
Reka Mayenne teče skozi naslednje departmaje in kraje:
- Orne,
- Mayenne: Mayenne, Laval, Château-Gontier,
- Maine-et-Loire: Angers.